# نیک لیتلمور
نیک لیتلمور (انگلیسی: Nick Littlemore؛ زادهٔ ۶ مهٔ ۱۹۷۸) یک موسیقی‌دان اهل استرالیا و عضو گروه موسیقی امپایر آو د سان است. وی از سال ۱۹۹۳ میلادی تاکنون مشغول فعالیت بوده‌است. علاوه بر گروه امپایر آو د سان، وی تهیه‌کننده موسیقی برای التون جان، رابی ویلیامز، الی گولدینگ، میکا و بسیاری دیگر بوده‌است.